# Catocha nipponensis
Catocha nipponensis är en tvåvingeart som beskrevs av Alexander 1924. Catocha nipponensis ingår i släktet Catocha och familjen gallmyggor. Inga underarter finns listade i Catalogue of Life.